# Wolfersdorf, Haut-Rhin
Wolfersdorf là một xã trong tỉnh Haut-Rhin, vùng Grand Est ở đông bắc Pháp. Xã này có diện tích 3,66 km², dân số năm 1999 là 380 người. Khu vực này có độ cao 297 mét trên mực nước biển.